# Eleccions municipals de 2019 a Riudecols
Les eleccions municipals de 2019 a Riudecols van ser unes eleccions locals que es van celebrar el diumenge 26 de maig de 2019 a Riudecols, al Baix Camp, com a part de les eleccions municipals espanyoles. Es van triar els 9 regidors de l'Ajuntament de Riudecols.

## Sistema electoral
Les eleccions als ajuntaments de l'Estat espanyol estan fixades per celebrar-se el quart diumenge de maig cada quatre anys. El sistema electoral fa servir la regla D'Hondt amb representació proporcional, llistes tancades i una barrera electoral del 5% dels vots vàlids, que inclou els vots en blanc. La votació per a l'assemblea local es basa en el sufragi universal.
En les eleccions municipals, la circumscripció electoral és en l'àmbit municipal i el nombre d'escons (o sigui, regidors) a triar del municipi es determina en funció del nombre d'habitants censats en aquest municipi. En el cas de Riudecols, en tenir 912 persones censades, l'hi correspon 9 regidors.

## Candidatures
El 30 d'abril del mateix any, la Junta Electoral de Zona de Reus va proclamar les dues candidatures del municipi de Riudecols en el Butlletí Oficial de la Província de Tarragona.
1. Esquerra Republicana de Catalunya-Acord Municipal (ERC-AM)
2. Junts per Riudecols (JxR- JUNTS)

## Jornada electoral

### Constitució de les meses
En aquell moment, Riudecols tenia una població de 1.186 habitants, dels quals 912 persones van ser cridades a votar a una de les dues meses que es van constituir al municipi.

### Participació
La participació en aquestes eleccions va ser de 80,3%, el qual cosa implica que un total de 732 ciutadans del municipi van decidir exercir el seu dret a vot. Comparant aquesta participació amb la mitjana catalana, Riudecols ha registrat una xifra molt més alta, situant-se en 15,5 punts percentuals per sobre.
A continuació, es presenta una taula amb els percentatges de participació registrats a diferents hores del dia de les eleccions:
| Hores              | Riudecols     |
| ------------------ | ------------- |
| Participació (14h) | 44,7% ( 5,8%) |
| Participació (18h) | 66,6% ( 5,8%) |
| Participació (20h) | 80,3% ( 7,0%) |